# التنين والذئب
التنين والذئب (بالإنجليزية: The Dragon and the Wolf)‏ هي الحلقة السابعة من الموسم السابع من المسلسل الفانتازي صراع العروش، والمُقتبس من سلسلة روايات أغنية الجليد والنار للمؤلف جورج ر. ر. مارتن، وهي الحلقة رقم 67 من المسلسل ككل. عُرضت الحلقة لأول مرة في 27 أغسطس 2017، على شبكة إتش بي أو المُنتجة للمسلسل، وكانت من كتابة ديفيد بينيوف، ودي. بي. وايس، ومن إخراج جيرمي بودسوا.

## ملخص الحلقة
يجتمع قادة العالم في كينغز لاندينغز ويُقدّم (جون سنو) الميّت الذي جلبه من خلف الجدار للملكة (سيرسي). ترفض (سيرسي) الهدنة معهم، فيذهب (تيريون) ليقنعها بذلك. تكشف (سيرسي) لشقيقها (جايمي) لاحقاً بأنها كانت تكذب، وأنّ الذهب الذي تملكه كافٍ لتمويل جيش المرتزقة في قارة ايسوس وأن (يورين غريجوي) أبحر بسفنه لإحضارهم. يرفض (جايمي) ذلك ويُغادر للشمال لينضمّ بصفّ أخيه. وخلال رحلة عودتهم إلى وينترفيل، (جون سنو) و(دنيرس) يدخلان في علاقة سويّاً. وفي دراغونستون، يكسب (ثيون) احترام جيشه من جديد ويذهب لإنقاذ أخته (يارا). وفي وينترفيل، يُناقش اللورد (بايلش) (سانزا) في كونِ أختها تحاول قتلها، فتدعوها تلك الأخيرة لمحاكمة ليظهر لاحقاً أنها محاكمة للورد (باليش) نفسه، وبعد إدانته بخيانة آل ستارك تأمر (سانزا) بنحره. يصل (سام) بدوره إلى وينترفيل ويُقابل (بران) ويتحّدث معه حول نسب (جون سنو) ليدركوا بأن (ريغار تارغاريان) و(ليانا ستارك) قاما بتثبيت زواجِهم سرّاً، وأن اسم (جون سنو) الحقيقي هو (إيجون تارغاريان) وأنه الوريث الشرعي للعرش الحديدي. وفي القلعة الشرقية، جيش الأموات بقيادة ملك الليل يستطيعون تدمير الجدار باستخدام التنّين الميّت ويبدأون بالزحف جنوباً.

## الإنتاج
سيناريو الحلقة كان من كتابة ديفيد بينيوف، ودي. بي. وايس، وأُختير جيرمي بودسوا لإخراجها. كان غريغوري ميدلتون مديرًا لتصوير الحلقة، وكريسبين غرين محررًا لها، أما موسيقى الحلقة التصويرية فكانت من تلحين رامين جوادي.

## نسب المشاهدة
| الموسم | الموسم | رقم الحلقة | رقم الحلقة | رقم الحلقة | رقم الحلقة | رقم الحلقة | رقم الحلقة | رقم الحلقة | رقم الحلقة | رقم الحلقة | رقم الحلقة | المتوسط |
| الموسم | الموسم | 1          | 2          | 3          | 4          | 5          | 6          | 7          | 8          | 9          | 10         | المتوسط |
| ------ | ------ | ---------- | ---------- | ---------- | ---------- | ---------- | ---------- | ---------- | ---------- | ---------- | ---------- | ------- |
|        | 1      | 2.22       | 2.20       | 2.44       | 2.45       | 2.58       | 2.44       | 2.40       | 2.72       | 2.66       | 3.04       | 2.52    |
|        | 2      | 3.86       | 3.76       | 3.77       | 3.65       | 3.90       | 3.88       | 3.69       | 3.86       | 3.38       | 4.20       | 3.80    |
|        | 3      | 4.37       | 4.27       | 4.72       | 4.87       | 5.35       | 5.50       | 4.84       | 5.13       | 5.22       | 5.39       | 4.97    |
|        | 4      | 6.64       | 6.31       | 6.59       | 6.95       | 7.16       | 6.40       | 7.20       | 7.17       | 6.95       | 7.09       | 6.84    |
|        | 5      | 8.00       | 6.81       | 6.71       | 6.82       | 6.56       | 6.24       | 5.40       | 7.01       | 7.14       | 8.11       | 6.88    |
|        | 6      | 7.94       | 7.29       | 7.28       | 7.82       | 7.89       | 6.71       | 7.80       | 7.60       | 7.66       | 8.89       | 7.69    |
|        | 7      | 10.11      | 9.27       | 9.25       | 10.17      | 10.72      | 10.24      | 12.07      | غ/م        | غ/م        | غ/م        | 10.26   |
|        | 8      | 11.76      | 10.29      | 12.02      | 11.80      | 12.48      | 13.61      | غ/م        | غ/م        | غ/م        | غ/م        | 11.99   |

## وصلات خارجية
- التنين والذئب على موقع IMDb (الإنجليزية)
- التنين والذئب على موقع ميتاكريتيك (الإنجليزية)
- التنين والذئب على موقع روتن توميتوز (الإنجليزية)
- التنين والذئب على موقع أول موفي (الإنجليزية)